# 都市観光
都市観光（としかんこう）とは、都市が観光の対象となること。

## 概要
都市観光は都市の有する歴史的・文化的遺産を活かした文化的空間とみなし、現代都市としての機能、景観、娯楽、商業、サービス等を観光資源と位置づけることができる。
名所・旧跡を見るといった従来型の「観光」ばかりだけでなく、芸術、アミューズメント、ショッピング、飲食を楽しんだり、その都市の町並みや文化遺産など歴史・文化に触れたり、市（いち）などを訪れ市民の暮らしに接し、地域の人々と交流するなど、都市の様々な魅力を体験する事を総称した概念、また、その活動。アーバンツーリズムと呼ぶ事もある。
ヘリテージツーリズムのように遺産の商品化が推進される中、都市も都市遺産として遺産ブームにあやかりアーバンツーリズムの主力になるよう図られており、都市観光による経済循環や雇用も伴わせる。
比較的新しい概念であるが、最近、大都市を中心に政策目標に掲げる地域や地方自治体もみられるようになってきた。

## 研究
都市観光はイギリスボーンマス大学のスティーブン・ペイジ(Stephen J. Page)らによって1990年代に提唱されたものであるが、都市文化に憧れる地方在住者が都会を目指す「おのぼりさん」（英語ではcountry cousin）は洋の東西を問わず昔から見られた生理的欲求であるとの反証もある。
都市観光が注目されるようになったことをジョン・アーリは、「ポストモダンと情報化社会による価値観や消費文化の多様化にある」とし、対極的なアグリツーリズムも同時期に発生しているとされる。
一方で都市観光は一過性のものではあるものの、都市部への一極集中を助長し、環境負荷や都市環境破壊を招く素因になりかねないとの危惧もある。